# Petrus Dorlandus
Petrus Dorlandus (o també Dorlandus van Diest, Petrus Dorlant, Petrus van Doorland) (Waalhoven bij Velp (Guelre (avui Països Baixos), 1454 – Diest (ducat de Brabant, avui Bèlgica), 25 d'agost del 1507) fou un cartoixà brabançó.

## Biografia
Va ser vicari de la Cartoixa de Diest.
Se l'identifica amb l'escriptor Peter van Diest (en forma llatinitzada Petrus Diesthemius), a qui s'atribueix l'obra teatral neerlandesa moralitzant de finals del segle xv titulada Elckerlijc, que assolí un gran èxit, i en la qual es basa l'obra teatral anglesa Everyman, havent estat traduïda i adaptada a altres llengües. No obstant tal identificació no està exempta de dubtes.

## Obra
Petrus Dorlandus va escriure Corona Cartusiana una història de l'orde de la Cartoixa fins al 1468 i una Història de Santa Anna (1501).
També és autor del Viola animae, un compendi del Liber creaturarum del filòsof català Ramon Sibiuda.